# Bell (Africa de Sud)
Bell este un oraș din provincia Oos-Kaap, Africa de Sud.